# Deutsche Cadre-47/2-Meisterschaft 1975/76

Veranstaltungsort: München

Die Deutsche Cadre-47/2-Meisterschaft 1975/76 ist eine Billard-Turnierserie und fand vom 14. bis zum 16. November 1975 in München zum 48. Mal statt.

## Geschichte
Wieder einmal war das Deutsche Fernsehen bei diesem Turnier vertreten und übertrug ausführlich im Bayerischen Regionalprogramm. Erstmals wurde eine Deutsche Cadre-47/2-Meisterschaft im Satzsystem ausgetragen. Das verringerte durch die viel kürzere Distanz der Sätze natürlich den Generaldurchschnitt. Deshalb ist die Leistung von Klaus Hose mit 55,55 höher zu bewerten als die 70,58 aus dem Vorjahr. Hose dominierte das gesamte Turnier und verlor keinen Satz. Sehr gut ist auch die Leistung von Günter Siebert zu bewerten. Er verbesserte seine Serienführung deutlich. Mit gewissem Abstand wurde der Düsseldorfer Dieter Wirtz Dritter.

## Turniermodus
Es wurden drei Gruppen à vier Spieler gebildet. Die Gruppenspiele wurden im Round-Robin-System im Satzsystem bis 150 Punkte mit Nachstoß gespielt. Die beiden Gruppenbesten kamen in eine Endrunde. Es wurde dann ein neues Ausgangsklassemet erstellt. Die Matchpunkte aus der Gruppenphase wurden mitgenommen und es wurden drei weitere Runden gespielt. Prolongierte Serien wurden gewertet. Bei MP-Gleichstand in der Gruppenphase wurde in folgender Reihenfolge gewertet:
1. MP = Matchpunkte
2. GD = Generaldurchschnitt
3. HS = Höchstserie

## Gruppenphase
| MP    | Match Punkte (Sieger = 2; Unentschieden = 1; Verlierer = 0) |
| SV    | Satzverhältnis (nur bei Turnieren im Satzsystem)            |
| Pkte. | Erzielte Karambolagen                                       |
| Aufn. | benötigte Aufnahmen                                         |
| GD    | Generaldurchschnitt                                         |
| MGD   | Mannschafts-Generaldurchschnitt                             |
| BED   | Bester Einzeldurchschnitt eines Spielers                    |
| BEMD  | Bester Einzeldurchschnitt einer Mannschaft                  |
| BSD   | Bester Satzdurchschnitt eines Spielers                      |
| HS    | Höchstserie                                                 |
| WRP   | Weltranglistenpunkte                                        |

| Gruppe 1                   | Gruppe 1                | Gruppe 1 | Gruppe 1 | Gruppe 1 | Gruppe 1 | Gruppe 1 | Gruppe 1 | Gruppe 1 |
| Platz                      | Name                    | MP       | SV       | Pkte.    | Aufn.    | GD       | BED      | HS       |
| -------------------------- | ----------------------- | -------- | -------- | -------- | -------- | -------- | -------- | -------- |
| 1                          | Klaus Hose (Bochum)     | 6        | 12:0     | 900      | 18       | 50,00    | 150,00   | 256      |
| 2                          | Peter Sporer (München)  | 4        | 8:4      | 626      | 38       | 16,47    | 150,00   | 156      |
| 3                          | Franz Wolf (Köln)       | 2        | 4:10     | 593      | 70       | 8,47     | 18,75    | 74       |
| 4                          | Dietmar Koch (Duisburg) | 0        | 2:12     | 414      | 52       | 7,96     | 10,00    | 77       |
| Gruppendurchschnitt: 14,23 |                         |          |          |          |          |          |          |          |

| Gruppe 2                   | Gruppe 2                     | Gruppe 2 | Gruppe 2 | Gruppe 2 | Gruppe 2 | Gruppe 2 | Gruppe 2 | Gruppe 2 |
| Platz                      | Name                         | MP       | SV       | Pkte.    | Aufn.    | GD       | BED      | HS       |
| -------------------------- | ---------------------------- | -------- | -------- | -------- | -------- | -------- | -------- | -------- |
| 1                          | Günter Siebert (Essen)       | 6        | 12:2     | 1010     | 27       | 37,40    | 75,00    | 136      |
| 2                          | Thomas Wildförster (Velbert) | 4        | 8:6      | 838      | 54       | 15,70    | 37,50    | 141      |
| 3                          | Wolfgang Zenkner (München)   | 2        | 8:8      | 617      | 54       | 11,42    | 50,00    | 123      |
| 4                          | Willi Abbenhaus (Oberhausen) | 0        | 2:12     | 487      | 45       | 10,82    | 31,42    | 59       |
| Gruppendurchschnitt: 16,40 |                              |          |          |          |          |          |          |          |

| Gruppe 3                   | Gruppe 3                    | Gruppe 3 | Gruppe 3 | Gruppe 3 | Gruppe 3 | Gruppe 3 | Gruppe 3 | Gruppe 3 |
| Platz                      | Name                        | MP       | SV       | Pkte.    | Aufn.    | GD       | BED      | HS       |
| -------------------------- | --------------------------- | -------- | -------- | -------- | -------- | -------- | -------- | -------- |
| 1                          | Dieter Wirtz (Düsseldorf)   | 6        | 12:2     | 934      | 45       | 20,75    | 150,00   | 150      |
| 2                          | Heinz Voßmerbäumer (Bochum) | 4        | 8:6      | 686      | 45       | 15,24    | 37,50    | 85       |
| 3                          | Jürgen Diehle (Hattingen)   | 2        | 8:8      | 685      | 59       | 11,77    | 30,00    | 92       |
| 4                          | Otto Wallraf (Köln)         | 0        | 0:12     | 442      | 69       | 7,40     | –        | 35       |
| Gruppendurchschnitt: 12,60 |                             |          |          |          |          |          |          |          |

## Ausgangsklassemet für die Endrunde
| Platz | Name                         | MP | SV  | Pkte. | Aufn. | GD    | BED    | HS  |
| ----- | ---------------------------- | -- | --- | ----- | ----- | ----- | ------ | --- |
| 1     | Dieter Wirtz (Düsseldorf)    | 2  | 4:0 | 300   | 7     | 42,85 | 150,00 | 150 |
| 2     | Klaus Hose (Bochum)          | 2  | 4:0 | 300   | 7     | 42,85 | 50,00  | 149 |
| 3     | Günter Siebert (Essen)       | 2  | 4:0 | 300   | 7     | 42,85 | 50,00  | 110 |
| 4     | Thomas Wildförster (Velbert) | 0  | 0:4 | 101   | 7     | 21,57 | –      | 77  |
| 5     | Peter Sporer (München)       | 0  | 0:4 | 26    | 7     | 3,71  | –      | 10  |
| 6     | Heinz Voßmerbäumer (Bochum)  | 0  | 0:4 | 17    | 7     | 2,42  | –      | 14  |

## Abschlusstabelle
| Klassement nach der 7. Spielrunde                 | Klassement nach der 7. Spielrunde | Klassement nach der 7. Spielrunde | Klassement nach der 7. Spielrunde | Klassement nach der 7. Spielrunde | Klassement nach der 7. Spielrunde | Klassement nach der 7. Spielrunde | Klassement nach der 7. Spielrunde | Klassement nach der 7. Spielrunde |
| Platz                                             | Name                              | MP                                | SV                                | Pkte.                             | Aufn.                             | GD                                | BED                               | HS                                |
| ------------------------------------------------- | --------------------------------- | --------------------------------- | --------------------------------- | --------------------------------- | --------------------------------- | --------------------------------- | --------------------------------- | --------------------------------- |
| 1                                                 | Klaus Hose (Bochum)               | 10                                | 20:0                              | 1500                              | 27                                | 55,55                             | 100,00                            | 265                               |
| 2                                                 | Günter Siebert (Essen)            | 8                                 | 17:5                              | 1402                              | 38                                | 36,89                             | 56,25                             | 225                               |
| 3                                                 | Dieter Wirtz (Düsseldorf)         | 4                                 | 11:13                             | 1357                              | 57                                | 23,80                             | 42,85                             | 182                               |
| 4                                                 | Peter Sporer (München)            | 4                                 | 11:15                             | 1208                              | 66                                | 18,30                             | 25,00                             | 132                               |
| 5                                                 | Thomas Wildförster (Velbert)      | 4                                 | 9:15                              | 1124                              | 63                                | 17,84                             | 21,42                             | 140                               |
| 6                                                 | Heinz Voßmerbäumer (Bochum)       | 0                                 | 0:20                              | 398                               | 50                                | 7,96                              | -                                 | 58                                |
| 7                                                 | Jürgen Diehle (Hattingen)         | 2                                 | 8:8                               | 685                               | 59                                | 11,77                             | 11,53                             | 92                                |
| 8                                                 | Wolfgang Zenkner (München)        | 2                                 | 8:8                               | 617                               | 54                                | 11,42                             | 18,75                             | 123                               |
| 9                                                 | Franz Wolf (Köln)                 | 2                                 | 4:10                              | 593                               | 70                                | 8,47                              | 9,57                              | 74                                |
| 10                                                | Willi Abbenhaus (Oberhausen)      | 0                                 | 2:12                              | 487                               | 45                                | 10,82                             | –                                 | 59                                |
| 11                                                | Dietmar Koch (Duisburg)           | 0                                 | 2:12                              | 414                               | 52                                | 7,96                              | –                                 | 77                                |
| 12                                                | Otto Wallraf (Köln)               | 0                                 | 0:12                              | 442                               | 69                                | 6,40                              | –                                 | 35                                |
| Turnierdurchschnitt Endrunde: 23,16 Gesamt: 16,93 |                                   |                                   |                                   |                                   |                                   |                                   |                                   |                                   |